# Dzon Delarge
Dzon Delarge (* 24. Juni 1990 in Brazzaville) ist ein kongolesischer Fußballspieler.

## Karriere

### Verein
Delarge begann seine Karriere bei Epéna Likouala. 2009 wechselte er nach Kamerun in die Kadji Sports Academy. Danach wechselte er zum Erstligisten Cotonsport Garoua, wo er in seiner ersten Saison Meister wurde. Danach wechselte er zum Ligakonkurrenten Union Douala. 2011 ging er in die Slowakei zum DAC Dunajská Streda. Nach einem Jahr wechselte er nach Tschechien zu Slovan Liberec. Am 1. Februar 2016 wechselte er nach Österreich zum FC Admira Wacker Mödling, wo er einen bis Juni 2017 gültigen Vertrag unterschrieb. Noch am selben Tag wurde er in die Türkei an den Osmanlıspor FK verliehen.
Im August 2017 wechselte er zu Bursaspor, wo er einen bis Juni 2019 gültigen Vertrag erhielt. Er wechselte jedoch bereits nach einer Saison zu Qarabağ Ağdam, wo er ebenso nur sporadisch zum Einsatz kam wie bei seinen nächsten Stationen Dynamo Budweis und Boluspor. Erfolgreicher erwies sich das halbjährige Engagement bei Akhisarspor in der türkischen zweiten Liga. Seit 2022 steht Delarge in Albanien bei KS Egnatia Rrogozhina unter Vertrag.

### Nationalmannschaft
Delarge wurde 2012 erstmals fürs Nationalteam nominiert. Sein Debüt gab er im Juni 2012 im WM-Quali-Spiel gegen Burkina Faso.